# Aethephyllum
Aethephyllum é um género botânico pertencente à família Aizoaceae.

## Espécies
Apresenta uma única espécie:
- Aethephyllum pinnatifidum